# Gheorghe Muruziuc
Gheorghe Muruziuc (n. 19 noiembrie 1930, Fălești - 25 septembrie 1998, Fălești) a fost un luptător anticomunist din Republica Moldova care a susținut reunificarea acesteia cu România. A fost decorat post-mortem de președintele Mihai Ghimpu cu distincția "Ordinul Republicii" . A fost arestat la 3 iulie 1966, pentru că la 28 iunie a ridicat pe coșul fabricii tricolorul românesc. A fost condamnat
la 2 ani de închisoare iar detenția a fost executată în lagărele din regiunea Sverdlovsk 